# Носсен
Носсен (нім. Nossen) — місто в Німеччині, розташоване в землі Саксонія. Входить до складу району Майсен.
Площа — 122,61 км2. Населення становить 10 510 ос. (станом на 31 грудня 2020).